# باشگاه فوتبال ولز سیتی
باشگاه فوتبال ولز سیتی (به انگلیسی: Wells City Football Club) یک باشگاه فوتبال در شهر ولز، انگلستان، کشور انگلستان است که در سال ۱۸۹۰ میلادی تأسیس شده است.